# Comunità montana Lagonegrese
La Comunità montana Lagonegrese si trova in Provincia di Potenza (Basilicata).
La comunità è costituita dai seguenti comuni:
- Castelluccio Inferiore
- Castelluccio Superiore
- Castelsaraceno
- Lagonegro
- Latronico
- Lauria (sede)
- Maratea
- Nemoli
- Rivello
- Rotonda
- Trecchina